# Горња Нугла
Горња Нугла (итал. Nugla di sopra) је насељено место у континенталном делу Истарске жупаније у Републици Хрватској. Административно је у саставу Града Бузета.

## Географија
Смјештено је крај железничке станице 3,5 км северозападно од Роча, уз железничку пругу према Бузету, подно Ћићарије (Оштри врх, 662 м). Насеље је подељено на две целине: Горња Нугла и Доња Нугла, које су међусобно удаљене око 200 м, а дели их железничка пруга. Становници се баве искључиво пољопривредом (сточарство, поврће, воће).

## Историја
Околина је насељавана од праисторије (пећине и склоништа) и римском периоду (антички натписи романизованих Хистра). У средњем веку помиње се 1202, а насеље је припадало многим феудалним господарима, од аквилејскога патријарха у 13. веку господара Пијетрапелоса, којој је прикључено после млетачких освајања 1440. У Горњој Нугли на гробљу налази се црква св. Јелене краљице, с преслицом на врху прочеља и тремом пред њим. За ту су цркву 1405. становници Нугле за 45 златних дуката набавили драгоцени рукописни кодекс, Мисал кнеза Новака, који је послужио као текстуални основ за за први отисак Глагољскога мисала из 1483 (данас у Националној библиотеци у Бечу). Црква је обновљена 1614. У Доњој је Нугли црква св. Петра апостола, која се помиње 1580, а детаљно је обновљена 1892.

## Становништво
Према задњем попису становништва из 2001. године у насељу Горња Нугла живело је 79 становника који су живели у 31 породичном домаћинству.
Кретање броја становника по пописима 1857—2001.
| година пописа  | 1857. | 1869. | 1880. | 1890. | 1900. | 1910. | 1921. | 1931. | 1948. | 1953. | 1961. | 1971. | 1981. | 1991. | 2001. |
| бр. становника | 159   | 172   | 195   | 220   | 237   | 229   | 0     | 0     | 218   | 192   | 150   | 119   | 115   | 83    | 79    |

Напомена:Имена Горња Нугла за данашње насеље и Доња Нугла за бивши део насеља исказују се од 1890. Од 1857. до 1880. исказивано је бивше насеље Нугла, за које садржи податке у наведеном раздобљу. У 1921. и 1931. подаци су садржани у насељу Роч, а од 1857. до 1880. део података је садржан у насељу Кркуж